# Sparrenkegelwants
De sparrenkegelwants (Gastrodes abietum) is een wants uit de onderfamilie Rhyparochrominae en uit de familie bodemwantsen (Lygaeidae).

## Uiterlijk
De sparrenkegelwants is 5,9 tot 7,2 mm lang. De kop, het schildje (scutellum) en het voorste deel van het halsschild (pronotum) zijn zwart. Het achterste deel van het halsschild, de voorvleugels, poten en antennes zijn roodbruin. Hij lijkt op de dennenkegelwants (Gastrodes grossipes), maar hij is lichter roodbruin, het halsschild heeft een lichte zijrand en het eerste antennesegment is korter.

## Verspreiding en habitat
De soort komt voor in bijna geheel Europa van de Noordpoolcirkel tot de noordelijke rand van het Middellandse Zeegebied. Naar het oosten is hij verspreid tot in Siberië.

## Leefwijze
De wantsen leven van het sap van zaden van naaldbomen, met name de nimfen voeden zich ook met het sap van de naalden. Dat doen ze vooral 's nachts. Ze leven in de fijnspar (Picea abies). Dat is de belangrijkste voedselbron, maar ze zijn ook te vinden op zilverspar (Abies), Pseudotsuga, den (Pinus), lork (Larix) en cipres (Cupressaceae). De imago's en nimfen overwinteren. In mei leggen de vrouwtjes de eitjes aan de binnenkant van sparrenappels van het jaar er voor. De nieuwe generatie volwassen wantsen verschijnt vanaf juli of augustus.